# Kotowo (Śrem)
Pour les articles homonymes, voir Kotowo.
Kotowo (prononciation : [kɔˈtɔvɔ]) est une localité polonaise de la gmina de Śrem dans le powiat de Śrem de la voïvodie de Grande-Pologne dans le centre-ouest de la Pologne.
Elle se situe à environ 9 kilomètres à l'est de Śrem (siège de la gmina et du powiat) et à 37 kilomètres au sud-est de Poznań (capitale régionale).

## Histoire
De 1975 à 1998, la localité faisait partie du territoire de la voïvodie de Poznań.

Depuis 1999, Kotowo est situé dans la voïvodie de Grande-Pologne.